# 機甲戰魔
《機甲戰魔》（中国大陆官方译为）是一款由Marvelous開發並發行在任天堂Switch的動作第三人稱射擊遊戲，於2019年9月13日在全球同步發售。游戏于2020年2月13日发售Microsoft Windows版。

## 開發
本作最早在2018年的E3電子娛樂展的任天堂直面會上公開。製作人是開發過《機戰傭兵》的佃健一郎，機械設定則是執導過《創聖的大天使》、《超時空要塞》的動畫家河森正治負責。
2019年2月14日，在任天堂直面會播出結束後，於任天堂eShop上釋出了本作的體驗版，收錄了包含殲滅戰、防衛戰、大型頭目戰等四種任務。同日由香港任天堂宣布中文化消息。
2019年6月12日E3遊戲展的任天堂直面會上公開遊戲發售日為同年9月13日。
2024年6月，中国国家新闻出版署公布了24年6月的进口网络游戏审批版号，任天堂Switch版《機甲戰魔》由腾讯代理引进，简中版中文官方译为《战魔机甲》。

## 后续
2023年5月，Marvelous正式公布系列下一部作品《Daemon X Machina: Titanic Scion》，继续由First Studio开发。但未透露发售平台和发售日期。

## 外部連結
- 官方网站（繁體中文）
- 日文官方網站 （页面存档备份，存于）（日語）